# Eyguières
 Eyguières es una localidad y comuna de Francia, en la región de Provenza-Alpes-Costa Azul, departamento de Bocas del Ródano, en el distrito de Arlés. Es la cabecera y mayor población del cantón de su nombre.
Su población en el censo de 1999 era de 5.392 habitantes. La aglomeración urbana (agglomération urbaine) la forma la propia comuna.
Está integrada en la Communauté d'agglomération Salon-Étang de Berre-Durance.